# Асагірі (1930)
Асагірі (Asagiri, яп. 朝霧) — ескадрений міноносець Імперського флоту Японії, який брав участь у Другій світовій війні.
Корабель, який став тринадцятим серед есмінців типу «Фубукі», спорудили у 1930 році на верфі ВМФ у Сасебо.
На момент вступу Японії до Другої світової війни «Асагірі» належав до 20-ї дивізії ескадрених міноносців, яка 26 листопада 1941-го прибула з Японії до порту Самах (острів Хайнань). 4 грудня «Асагірі» та ще 9 есмінців і легкий крейсер вийшли з Самаху, супроводжуючи 18 транспортів з військами для висадки на півострові Малакка. Через кілька діб на підході до півострова конвой розділився на 4 загони, які попрямували для висадки в Сурат-Тані і Патані, Сінгорі (все — Сіам) та Кота-Бару (британська Малая), при цьому «Асагірі» та ще 3 есмінці забезпечували висадку в Сінгорі. Висадка успішно відбулася в ніч проти 8 грудня (тобто одночасно з нападом на Перл-Гарбор — але по іншу сторону лінії зміни дат), а невдовзі «Асагірі» прибув до бухти Камрань (центральна частина узбережжя В'єтнаму).
13 грудня 1941-го «Асагірі» та ще 10 есмінців вийшли з Камрані для супроводу Другого Малайського конвою, який 16 грудня розпочав розвантаження на півострові Малакка. Відомо також, що 24 грудня 20-та дивізія та ще один есмінець і один легкий крейсер вийшли з Камрані для супроводу чергового конвою, що 30 грудня розпочав висадку в Кота-Бару на півострові Малакка.
16—19 січня 1942-го ескадра, до якої належав «Асагірі», виходила з Камрані для супроводу 5 важких та 3 легких крейсерів. Такі дії пояснювались отриманням японським командуванням хибних даних про прибуття до Сінгапуру чергового британського лінкора.
Наприкінці січня 1942-го корабель взяв участь у операції в Ендау на східному узбережжі півострова Малакка (менш ніж за півтори сотні кілометрів від Сінгапура). 21 січня цей пункт захопили наземні війська, після чого для швидкого облаштування тут авіабаз до Ендау спрямували два транспорти, а «Асагірі» та ще 5 есмінців і легкий крейсер забезпечували їх безпосереднє прикриття. 26 січня загін прибув до Ендау, після чого японські кораблі змогли відбити атаки авіації, а потім і нічний напад двох есмінців. В останньому випадку спершу легкий крейсер разом з одним есмінцем вступив із британськими кораблями у артилерійський бій та примусив їх до відступу, а потім «Асагірі» та інші 4 есмінці атакували британців на відході та змогли потопити один корабель. За кілька діб загін прикриття прибув до Камрані.
Наступною операцією, в якій взяв участь «Асагірі», став десант на Суматру для оволодіння центрам нафтовидобутку в Палембанзі. 9 лютого 1942-го він разом зі ще 3 есмінцями та легким крейсером вийшов з Камрані для супроводу першого ешелону транспортного конвою, який складався з 8 суден. Під вечір 12 лютого, коли транспорти ще тільки проходили острови Анамбас (дві з половиною сотні кілометрів на північний схід від Сінгапура), командувач японської операції вирішив використати наявні сили для пошуку біля узбережжя Суматри ворожих суден, які в цей період масово покидали Сінгапур, що перебував на межі падіння. Протягом 13 лютого та в ніч проти 14 числа «Асагірі» разом з іншим есмінцем «Фубукі» перехопили та потопили 2 судна. Далі кораблі повернулись до транспортів, а під вечір 14 лютого «Асагірі» разом з «Фубукі» та легким крейсером «Юра» вдалось потопити британський переобладнаний патрульний корабель HMS Li Wo, який спробував атакувати судна з десантом. У ніч проти 15 лютого японці здійснили висадку на острів Бангка та стали готуватись до просування по річці в напрямку Палембанга, де ще 14 числа викинули повітряний десант. 16 лютого «Асагірі» разом з «Юра» захопили невелике вороже озброєне судно.
21—24 лютого 1942-го «Асагірі» брав участь у прикритті операцій з траління в районі Сінгапура.
8 березня 1942-го «Асагірі» разом зі ще 5 есмінцями та 2 легкими крейсерами вийшли з Сінгапура як безпосередній ескорт 6 транспортів, що в ніч проти 12 березня безперешкодно висадили десант на півночі Суматри. Після цього есмінець прибув до Пенангу (західне узбережжя півострова Малакка).
20 березня 1942-го «Асагірі» та ще 6 есмінців та 2 легкі крейсери вийшли з Пенангу для супроводу 9 транспортів, що мали висадити десант на Андаманських островах. 23 березня відбулась висадка у Порт-Блер, яка не зустріла спротиву.
Тим часом японське ударне авіаносне з'єднання вийшло в Індійський океан та попрямувало для удару по Цейлону. Північніше у Бенгальській затоці проти судноплавства мали діяти легкий авіаносець та 5 важких крейсерів. Останні рушили 1 квітня 1942-го з південнобурманського Мергуй (наразі М'єй на східному узбережжі Андаманського моря) у супроводі 4 есмінців, при цьому 3 квітня цей ескорт замінили чотирма іншими есмінцями, черед яких був і «Асагірі». 6 квітня крейсерський загін розділився на три групи та провів бліц на ворожих комунікаціях. «Асагірі» при цьому охороняв центральну групу з важкого крейсера «Тьокай» та легкого авіаносця «Рюдзьо». В підсумку рейдовий загін прибув до Сінгапура, а 13—22 квітня 1942-го «Асагірі» пройшов звідси до Куре, де пройшов доковий ремонт.
Невдовзі «Асагірі» взяв участь в операції, яка мала за мету захоплення атолу Мідвей та створення баз на Алеутських островах. Разом зі ще 10 есмінцями він охороняв загін адмірала Такасу, що здійснював прикриття операції на Алеутах та повернувся до Японії 14 червня 1942-го.
30 червня 1942-го «Асагірі» разом зі ще 9 есмінцями та легким крейсером полишив Внутрішнє Японське море та 2 липня прибув на Амаміосіму (архіпелаг Рюкю). 15 липня цей загін рушив до Південно-Східної Азії, маючи за мету передусім взяти участь у новому рейді до Індійського океану, що готувався японським командуванням. Кораблі пройшли через Сінгапур, зайшли до Сабангу (острівець біля північного завершення Суматри), а 31 липня прибули до Мергуй. За добу до того сюди прибули з Японії 2 важкі крейсери у супроводі іншої групи есмінців, крім того, до Мергую збирались кораблі, що вже були в регіоні. Втім, через тиждень союзники висадились на сході Соломонових островів, що започаткувало шестимісячну битву за Гуадалканал та змусило японське командування перекидати сюди підкріплення. Як наслідок, рейд до Індійського океану скасували, а більшість зібраних для цього сил спрямували до Океанії.
8 серпня 1942-го дивізія «Асагірі» полишила Мергуй. На відміну від передового загону, що поспішив для підсилення головних сил зібраного в Океанії угруповання, вона 17 серпня зайшла до Давао, звідки рушила 19 числа, ескортуючи конвой з військами. 23 серпня загін зайшов на атол Трук у центральній частині Каролінських островів (тут ще до війни створили потужну базу японського ВМФ, з якої до лютого 1944-го провадились операції в низці архіпелагів).
24 серпня 1942-го «Асагірі» та ще 3 есмінця і легкий крейсер розпочали ескортування 2 транспортів з підкріпленнями для Гуадалканалу. На переході 26 серпня надійшов наказ терміново доправити частину бійців на Гуадалканал, для чого в районі за 1200 км на північний захід від острова їх передали на есмінці (а транспорти вирушили під прикриттям крейсера до Рабаула — головної передової бази в архіпелазі Бісмарка, з якої здійснювались операції на Соломонових островах та сході Нової Гвінеї). Недостатній запас пального на есмінцях не дозволяв їм провести весь рейс на високій швидкості та мінімізувати перебування біля Гуадалканалу у світлу пору дня. Як наслідок, 28 серпня за півтори сотні кілометрів на північ від острова, біля північного входу до протоки між островами Санта-Ісабель та Малаїта, американська авіація атакувала загін та уразила три з чотирьох кораблів. Два отримали пошкодження, а от «Асагірі» затонув через влучання в його торпедний апарат та наступну детонацію. Загинуло 122 особи з числа тих, хто перебував на борту (в тому числі 60 бійців, яких мали доправити на Гуадалканал), ще 135 членів екіпажу та певну кількість пасажирів врятував есмінець «Амагірі».